# Filipe Samuel Magaia
Filipe Samuel Magaia (Mocuba, Mozambique; 7 de marzo de 1937-10 u 11 de octubre de 1966) fue un político mozambiqueño, líder guerrillero y Secretario de defensa del Frente de Liberación de Mozambique durante la guerra de Independencia de Mozambique. Tras luchar durante varios años, Magaia fue asesinado por un soldado del FRELIMO siguiendo órdenes del gobierno portugués.
Magaia nació en la población de Mocuba, en la provincia mozambiqueña de Zambezia. Era hijo del médico mozambiqueño Samuel Guenguene Magaia y su esposa Albinic Ana Magaia. Durante sus años como comandante de las fuerzas del FRELIMO, Magaia solicitó la ayuda de Argelia para la preparación y entrenamiento de sus hombres. Resumió la estrategia llevada a cabo por la guerrilla como el "desgaste gradual tanto moral, psicológica y materialmente de las fuerzas enemigas y de la maquinaria entera que sustentaba la colonización de Mozambique."
Comandó las tropas durante los ataques iniciales a Chai Chai y más tarde a las provincias de Niassa y Tete, utilizando grupos de diez a quince soldados en incursiones rápidas de la guerrilla, avanzando hacia el sur a través de Meponda y Mandimba, enlazando Tete con las fuerzas de apoyo de la República de Malawi. Disfrutando de libertad de movimientos en el país, Magaia pudo incrementar los ataques de sus fuerzas hasta llegar a formar grupos de 100 hombres, Sin embargo, el 10 o el 11 de octubre de 1966, mientras volvía a Tanzania después de haber inspeccionado el frente, Magaia fue muerto por un disparo efectuado por Lourenço Matola, un guerrillero del FRELIMO que se dijo había sido contratado por los portugueses.